# 耶律迭剌
耶律迭剌，字云独昆，中台省左大相。耶律撒剌的第三子，母蕭巖母斤，遼太祖耶律阿保機同母弟，鎮國軍節度使耶律合住的祖父。
耶律迭剌与兄耶律剌葛谋反，耶律剌葛逃跑，耶律迭剌与耶律安端投降，辽太祖杖责他们后释放。神册三年（918年），耶律迭剌欲南奔，被发觉后，亲戚请求赦免他，辽太祖素来厌恶弟弟耶律寅底石的妻子涅里衮，以涅里衮代他死为免他一死的条件，涅里衮自缢后，辽太祖再次赦免他。
相傳耶律迭剌是契丹小字的發明者，對契丹文字記錄的普及起過莫大的貢獻。據說他在920年代某日因為看到回鶻的使者攜來的回鹘文書信，想到用近似的方式來書寫契丹語，從而把契丹大字改良成為契丹小字。
有關耶律迭剌的史料很少。一方面有關耶律迭剌的事蹟，除了創建契丹小字以外，就沒有其他。而另一方面，「迭剌」其實只是一個在遼國境內的地方名稱，即今日的鐵驪，而當時遼國的王室亦屬於耶律氏的迭剌部，所以在遼國境內，可能有為數不少的「耶律迭剌」，而當中的一個就是契丹小字的發明者。此外，在百多年後遼興宗時期的大奸臣耶律乙辛的父親亦叫耶律迭剌，據《遼史》記載，因為他的家境很貧窮，所以被人稱為窮迭剌。但這個「耶律迭剌」卻未必與發明契丹小字的耶律迭剌有任何關係。